# Estação Adeus
A Estação Adeus é uma das estações do Teleférico do Alemão, situada na cidade do Rio de Janeiro, entre a Estação Bonsucesso e a Estação Baiana. É administrada pelo Consórcio Rio Teleféricos.
Foi inaugurada em 7 de julho de 2011, entretanto encontra-se fechada desde o dia 14 de outubro de 2016. Localiza-se na Rua Pedro Avelino, no Morro do Adeus. Atende o bairro do Complexo do Alemão, situado na Zona Norte da cidade.
No dia 4 de abril de 2018, uma reportagem do jornal Extra relatou o estado da estação na época. No local, foram encontradas várias peças de gôndolas desmontadas em meio a um matagal, expostas à chuva e ao sol. Quando a estação operava, eram oferecidas no local aulas de balé e capoeira para as crianças da comunidade.
Sua importância está ligada ao fato de, antes da sua inauguração, a comunidade do Adeus só era acessível via escadas, dificultando o trânsito de pessoas e de cargas. A estação conta com uma agência do Banco do Brasil e com caixas eletrônicos do Banco Bradesco e da Caixa Econômica Federal.